# Judi Evans

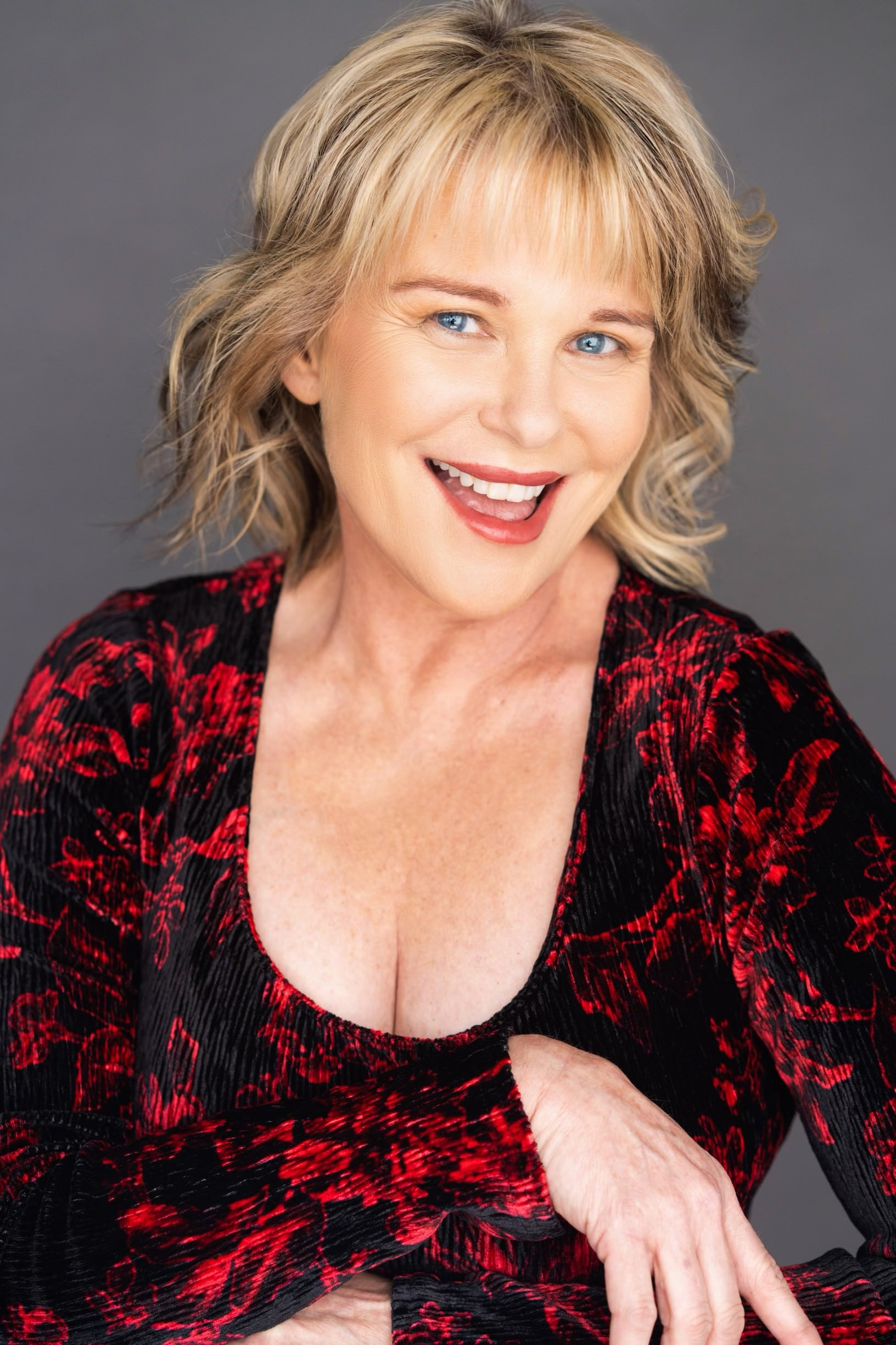
Judi Evans, 2023

Judi Evans (* 12. Juli 1964 in Montebello, Kalifornien, auch Judi Evans Luciano) ist eine US-amerikanische Schauspielerin.
Ihre Eltern waren Zirkusartisten. Im Alter von zwei Jahren spielte Evans einen Baby-Clown. Später studierte sie im Pasadena City College Schauspielerei und verdiente nebenbei ihr Geld als Model. Ihre erste Rolle spielte sie 1983 in der US-Soap Springfield Story, in der sie bis 1986 die Rolle der Beth Raines verkörperte. Seit 1990 spielt sie in Zeit der Sehnsucht mit.
Judi Evans ist seit 1993 in zweiter Ehe mit dem Schauspieler Michael Luciano verheiratet. Das Paar hat einen gemeinsamen Sohn.

## Auszeichnungen
- 1984: Daytime Emmy Award in der Kategorie „Outstanding Supporting Actress“ für Springfield Story
- 1998: Soap Opera Digest Award in der Kategorie „Outstanding Supporting Actress“ für Another World
- 2005: Soap Opera Digest Award in der Kategorie „Favorite Return“ für Zeit der Sehnsucht